# Liberais (Suécia)
O Liberais (em sueco: Liberalerna, L) é um partido político liberal da Suécia.
O partido foi fundado em 1934, por meio da fusão da Frisinnade landsföreningen e do Sveriges Liberala Parti, com o novo nome Folkpartiet (Partido Popular). Em 22 de novembro de 2015, o partido mudou o nome para Liberalerna (Os Liberais).
O Liberais é um partido de ideologia liberal e social liberal. O partido, originalmente um partido de centro, desde do início do século XXI, aproximou-se do centro-direita e, adoptou o conservadorismo liberal como uma das suas ideologias.
A presidente do partido atualmente é Nyamko Sabuni, a primeira líder de um grande partido sueco que é membro de uma minoria étnica. O Liberais é membro do Partido da Aliança dos Democratas e Liberais pela Europa e da Internacional Liberal.

## Resultados Eleitorais
Eleições legislativas
| Data | CI. | Votos   | %            | +/- | Deputados | +/-     | Status            |
| ---- | --- | ------- | ------------ | --- | --------- | ------- | ----------------- |
| 1936 | 4.º | 376 161 | 12,9 / 100,0 |     | 27 / 230  |         | Oposição          |
| 1940 | 3.º | 344 113 | 12,0 / 100,0 | 0,9 | 23 / 230  | 4       | Governo           |
| 1944 | 4.º | 398 293 | 12,9 / 100,0 | 0,9 | 26 / 230  | 3       | Governo           |
| 1948 | 2.º | 882 437 | 22,7 / 100,0 | 9,8 | 57 / 230  | 31      | Oposição          |
| 1952 | 2.º | 924 819 | 24,4 / 100,0 | 1,7 | 58 / 230  | 1       | Oposição          |
| 1956 | 2.º | 923 564 | 23,8 / 100,0 | 0,6 | 58 / 231  | Estável | Oposição          |
| 1958 | 3.º | 700 019 | 18,2 / 100,0 | 5,6 | 38 / 231  | 20      | Oposição          |
| 1960 | 2.º | 744 142 | 17,5 / 100,0 | 0,7 | 40 / 232  | 2       | Oposição          |
| 1964 | 3.º | 720 733 | 17,0 / 100,0 | 0,5 | 43 / 233  | 3       | Oposição          |
| 1968 | 3.º | 688 456 | 14,3 / 100,0 | 2,7 | 34 / 233  | 9       | Oposição          |
| 1970 | 3.º | 806 667 | 16,2 / 100,0 | 1,9 | 58 / 350  | 24      | Oposição          |
| 1973 | 4.º | 486 028 | 9,4 / 100,0  | 6,8 | 34 / 350  | 24      | Oposição          |
| 1976 | 4.º | 601 556 | 11,1 / 100,0 | 1,7 | 39 / 349  | 5       | Governo           |
| 1979 | 4.º | 577 063 | 10,6 / 100,0 | 0,5 | 38 / 349  | 1       | Governo           |
| 1982 | 4.º | 327 770 | 5,9 / 100,0  | 4,7 | 21 / 349  | 17      | Oposição          |
| 1985 | 3.º | 792 268 | 14,2 / 100,0 | 8,3 | 51 / 349  | 30      | Oposição          |
| 1988 | 3.º | 655 720 | 12,2 / 100,0 | 2,0 | 44 / 349  | 7       | Oposição          |
| 1991 | 3.º | 499 356 | 9,1 / 100,0  | 3,1 | 33 / 349  | 11      | Governo           |
| 1994 | 4.º | 399 556 | 7,2 / 100,0  | 1,9 | 26 / 349  | 7       | Oposição          |
| 1998 | 6.º | 249 076 | 4,7 / 100,0  | 2,5 | 17 / 349  | 9       | Oposição          |
| 2002 | 3.º | 710 312 | 13,4 / 100,0 | 8,7 | 48 / 349  | 31      | Oposição          |
| 2006 | 4.º | 418 395 | 7,5 / 100,0  | 5,9 | 28 / 349  | 20      | Governo           |
| 2010 | 4.º | 420 524 | 7,1 / 100,0  | 0,4 | 24 / 349  | 4       | Governo           |
| 2014 | 7.º | 336 977 | 5,4 / 100,0  | 1,7 | 19 / 349  | 5       | Oposição          |
| 2018 | 7.º | 334 091 | 5,5 / 100,0  | 0,1 | 19 / 349  | Estável | Apoio parlamentar |
| 2019 | 8.º | 285 022 | 4,6 / 100,0  | 0,9 | 16 / 349  | 3       |                   |

Eleições europeias
| Data | CI. | Votos   | %            | +/- | Deputados    | +/- |
| ---- | --- | ------- | ------------ | --- | ------------ | --- |
| 1995 | 6.º | 129 376 | 4,8 / 100,0  |     | 1 / 22       |     |
| 1999 | 4.º | 350 339 | 9,0 / 100,0  | 4,2 | 3 / 22       | 2   |
| 2004 | 5.º | 247 750 | 9,9 / 100,0  | 0,9 | 2 / 19       | 1   |
| 2009 | 3.º | 430 385 | 13,6 / 100,0 | 3,7 | 3 / 183 / 20 | 1   |
| 2014 | 4.º | 368 514 | 9,9 / 100,0  | 3,7 | 2 / 20       | 1   |
| 2019 | 8.º | 171 419 | 4,1 / 100,0  | 5,2 | 1 / 20       | 1   |

## Líderes do Partido Popular Liberal
- Felix Hamrin e Ola Jeppsson, 1934–1935
- Gustaf Andersson, 1935–1944
- Bertil Ohlin, 1944–1967
- Sven Wedén, 1967–1969
- Gunnar Helén, 1969–1975
- Per Ahlmark, 1975–1978
- Ola Ullsten, 1978–1983
- Bengt Westerberg, 1983–1995
- Maria Leissner, 1995–1997
- Lars Leijonborg, 1997–2007
- Jan Björklund, 2007—